# 米尔达
米尔达是德国图林根州的一个市镇。总面积22.08平方公里，总人口800人，其中男性404人，女性396人（2011年12月31日），人口密度36人/平方公里。